# Renaldo Nehemiah
Renaldo Nehemiah (Newark, 24 marzo 1959) è un ex ostacolista e giocatore di football americano statunitense, ex detentore del record mondiale dei 110 metri ostacoli.
È stato il primo uomo a correre la distanza in meno di 13 secondi. Ha migliorato per tre volte il record mondiale della disciplina, ed è stato il migliore nelle graduatorie mondiali dal 1978 al 1981. Sollecitato a passare al football americano nel 1982, ha partecipato a tre campionati della National Football League militando nei San Francisco 49ers. Nel 1986 è tornato a competere sui 110 m ostacoli, ritirandosi definitivamente nel 1992.

## Biografia

### Atletica leggera
Renaldo Nehemiah si mise in mostra, la prima volta, durante i campionati universitari statunitensi del 1978 a Eugene, migliorando il record mondiale juniores dei 110 m ostacoli portandolo a 13"27 e classificandosi secondo in finale dietro a Greg Foster. Vincitore del titolo nazionale due settimane più tardi, realizza nella sua tournée europea diversi tempi al disotto dei 13"30, e migliora il suo record portandolo a 13"23 durante il meeting di Zurigo.
Il 14 aprile 1979, al meeting di San Jose in California, Nehemiah, con 13"16 migliora il record mondiale assoluto che apparteneva, dal 1977, al cubano Alejandro Casañas. Qualche giorno dopo, sulla pista dell'Università della California a Westwood lo migliora ancora, facendo segnare 13"00 con un leggero vento a favore (0,90 m/s).
Nel 1980 realizza 13"21 a Zurigo ma non può partecipare ai Giochi olimpici di Mosca per il boicottaggio deciso dal governo statunitense.
All'inizio della stagione 1981, Nehemiah è vittima d'un incidente che lo tiene lontano dalle piste per quattro mesi. Il 19 agosto 1981, al meeting di Zurigo, diventa il primo uomo a correre i 110 m ostacoli in meno di 13 secondi. Lottando con Greg Foster, il suo avversario più forte, Renaldo Nehemiah s'impone in 12"93 (vento contrario di 0,2 m/s), staccando Foster di più di un metro.

### Football americano
Nell'aprile del 1982, Nehemiah sorprende il mondo dell'atletica decidendo di unirsi alla squadra di football americano dei San Francisco 49ers che lo corteggiava da tempo, proponendogli un contratto per 4 anni per un salario di un milione di dollari l'anno, condizioni finanziarie contrastanti con lo statuto di puro dilettantismo in vigore nell'atletica all'epoca. Nehemiah occuperà il ruolo di wide receiver.
Durante i tre anni di carriera, riceverà 43 passaggi per un totale di 754 yard, segnerà 4 touchdown e parteciperà alla vittoriosa stagione dei 49ers nel Super Bowl XIX del 1984. Al termine di quell'annata, dopo la scelta del ricevitore Jerry Rice nel primo giro del Draft NFL 1985, il contratto non gli viene rinnovato.

### Ritorno all'atletica
Nel 1985, Nehemiah negozia con la IAAF il suo reintegro nel circuito mondiale dell'atletica e fa il suo rientro nell'agosto del 1986 a Viareggio, realizzando un tempo di 13"48. Vittima di un nuovo infortunio, è costretto a mettere prematuramente termine alla sua stagione. L'anno successivo, Nehemiah si fissa come obiettivo la partecipazione ai suoi primi Giochi olimpici, a Seul, ma è costretto a rinunciare nel corso dei trials statunitensi, in seguito ad una tendinite ricorrente.
Nel 1989 realizza successivamente: 13"20 al meeting di Berna, 13"24 a Grosseto e 13"27 a Rieti. Il 16 agosto 1989, Roger Kingdom migliora di un centesimo di secondo il record mondiale di Nehemiah che resisteva da più di otto anni, facendo segnare 12"92 al meeting di Zurigo.
Nuovamente infortunato durante la stagione 1990, è accreditato del tempo di 13"19 l'anno seguente, ma una nuova lesione gli fa mettere fine definitivamente alla sua carriera sportiva.

### Carriera post-sportiva
Dopo il suo ritiro, Nehemiah ha intrapreso la carriera di manager sportivo nel campo dell'atletica leggera. In questo ruolo egli ha rappresentato parecchi atleti, tra cui: Allen Johnson, Mark Crear e Justin Gatlin.

## Record mondiali
- 50 iarde ostacoli: 5"98 (1981)
- 50 iarde ostacoli: 5"92 (1982)
- 50 metri ostacoli: 6"36 ( Edmonton, 3 febbraio 1979)
- 55 metri ostacoli: 6"89 ( New York, 20 gennaio 1979)
- 60 iarde ostacoli: 6"82 ( Dallas, 30 gennaio 1982)
- 110 metri ostacoli: 13"16 ( San Jose, 14 aprile 1979)
- 110 metri ostacoli: 13"00 ( Westwood, 6 maggio 1979)
- 110 metri ostacoli: 12"93 ( Zurigo, 19 agosto 1981)

## Palmarès
| Anno | Manifestazione      | Sede     | Evento   | Risultato | Prestazione | Note |
| ---- | ------------------- | -------- | -------- | --------- | ----------- | ---- |
| 1979 | Giochi panamericani | San Juan | 110 m hs | Oro       | 13"20       |      |

## Altre competizioni internazionali
1979
- Oro in Coppa del mondo ( Montréal), 110 m hs - 13"39

1981
- Oro al Weltklasse Zürich ( Zurigo), 110 m hs - 12"93